# 临汝公主 (唐朝)
临汝公主（?—?），唐朝公主，是中国唐朝第十代皇帝唐顺宗李诵的第二十一女，她的生母是崔昭训（昭训是太子妾的位号，是唐顺宗为太子的时候所生）。
史书仅仅记载了她的封号临汝公主。临汝公主没到适婚年龄，就已经去世。    